# Armand Marquiset
Pour les articles homonymes, voir Armand Marquiset (homonymie).
Armand Marquiset, devenu en 1924 Armand Marquiset Benoist de Laumont, né le 29 septembre 1900 à Gagny (château de Montguichet) en Seine-et-Oise et mort le 14 juillet 1981 à Burtonport (comté de Donegal, Irlande), est le fondateur de plusieurs associations et tient une place importante dans l'histoire sociale du XXe siècle.

## Biographie
Appartenant à la haute société parisienne, il est l'élève de Nadia Boulanger et entreprend d'abord, mais en dilettante, une carrière de musicien comme pianiste et compositeur.
Au début des années 1930, porté par une très forte inspiration chrétienne, il renonce à sa carrière musicale et se consacre (peu à peu mais de façon de plus en plus exclusive) au service des autres. 
Il crée, en 1932, l'association Pour que l'Esprit vive, pour l'aide aux artistes et aux intellectuels, et en 1936 Les amis de la banlieue, pour les enfants défavorisés de la région parisienne. 
Après avoir mené tout au long de la Seconde Guerre mondiale des actions en faveur des populations déplacées et des enfants, il fonde, le 19 avril 1946, l'association les Petits Frères des Pauvres, pour les personnes âgées, qui sont, dans le contexte économique et social de l'époque, « les plus pauvres ». 
Quittant, en 1965, la tête de cette association devenue une institution nationale et internationale importante, il fonde Frères des Hommes qui représente historiquement l'une des premières ONG tiers-mondiste française et qui, sous son impulsion, se développe rapidement en Asie, en Afrique et en Amérique latine. 
Il en abandonne la direction en 1969 pour se consacrer à la dernière de ses fondations, les frères du ciel et de la terre, destinée à lutter contre l'isolement et la solitude dont il pressent que ceux-ci sont en train de devenir des problèmes majeurs de la société contemporaine.

## Publications
- Armand Marquiset - Anne de Laumont / Anne Marquiset, ma Mère - 1967
- De la terre au Ciel - Préface par le R. P. Carré de l'Académie française - 1978
- Des fleurs avant le pain - présentation par A. M. Carré de l'Académie française - Les éditions du Cerf, 1983